# Antarcturus giganteus
Antarcturus giganteus är en kräftdjursart som beskrevs av Brandt 1990. Antarcturus giganteus ingår i släktet Antarcturus och familjen Antarcturidae. Inga underarter finns listade i Catalogue of Life.